# Charles Wright (botánico)
Charles Wright ( Wethersfield; 29 de octubre de 1811 –† íbid. 11 de agosto de 1885) fue un botánico estadounidense.

## Biografía
Era hijo de James Wright y de Mary Goodrich. Hace sus estudios de matemática y de clásicos, en Yale y comienza a enseñar, en 1835, en escuelas de Misisipi y del este de Texas.
A partir de 1845, enseña en Rutersville.
Se enrola en la armada de EE. UU., expedicionando de San Antonio a El Paso en 1849. Colecta numerosas plantas que hace analizar por el prestigioso botánico Asa Gray (1810-1888).
Fue botánico de numerosas expediciones : a la frontera mexicana en 1851-1852 (sus colectas de esa exploración fue base de la obra de Gray Plantae Wrightianae (1852-53); norte de la costa del Pacífico en 1852, Madeira, Cabo Verde, Sudáfrica, Hong Kong, islas Ogasawara, Japón, hasta el oeste del estrecho de Bering, de 1853 a 1856. Wright deja la expedición en San Francisco en febrero de 1856, y se va al sur de Nicaragua. Su colección florística de Hong Kong es usada por George Bentham para su Flora Hongkongensis, de 1861.
De 1856 a 1867, conduce una misión científica a Cuba.
En 1868, dirige el herbario de Cambridge, Massachusetts.
De 1875 a 1876, es bibliotecario del Instituto Bussey.

## Honores

### Epónimos
Géneros
- (Acanthaceae) Carlowrightia A.Gray[1]
- Wrightiella Speg. 1923, nom. illeg. [≡ Leptodothis Theiss. & Syd., 1914

Especies
Vegetal
- (Solanaceae) Datura wrightii Hort. ex Regel[2]

Animal:
- (Tyrannidae) Empidonax wrightii Baird (mosquero gris)